# Modelo de turbulência
Um modelo de turbulência ou uma modelagem de turbulência é a construção e o uso de um modelo para predizer os efeitos de turbulências em fluidos. Um cálculo das médias é muitas vezes usado para simplificar a solução das equações governantes de turbulência, mas modelos são necessários para representar as escalas do fluxo que não são resolvidos.
A análise de escoamento de fluidos é regida basicamente pela equação da continuidade e pelas equações de Navier-Stokes, caracterizando, assim, um sistema constituído por 4 equações e 4 incógnitas, podendo ser resolvido mediante condições de contorno apropriadas. Quando tratamos de sistemas cujo número de Reynolds supera o valor crítico (número de Reynolds que ilustra a transição do regime laminar para o turbulento), o escoamento passa a ter um comportamento randômico e caótico, em que suas propriedades passam a ser dependentes do tempo. Diante da inviabilidade de prever por completo o comportamento das propriedades físicas de cada elemento fluido, decompomos tais variáveis em uma parcela estável média e outra parcela flutuante.
Quando tiramos a média temporal das equações da continuidade e do movimento, introduzimos 9 novas variáveis por meio do denominado Tensor de Reynolds. Por conta da simetria apresentada por este tensor, na prática, somente 6 variáveis são adicionadas ao sistema matemático. Ainda assim, temos apenas 4 equações e (em escoamentos turbulentos) temos 10 variáveis, caracterizando assim o denominado problema de fechamento. Isso impossibilita a resolução numérica e, portanto, surge a necessidade de equações extras para solucionar o sistema, os modelos de turbulência.